# Feuchtgebiet Handorf
Das Naturschutzgebiet Feuchtgebiet Handorf liegt auf dem Gebiet der kreisfreien Stadt Münster in Nordrhein-Westfalen. Das Gebiet erstreckt sich nordöstlich der Kernstadt Münster und von Handorf, einem Stadtteil von Münster. Westlich des Gebietes  fließt die Werse, östlich die Ems; südlich verläuft die B 51.

## Bedeutung
Für Münster ist seit 1987 ein 13,06 ha großes Gebiet unter der Kenn-Nummer MS-006 als Naturschutzgebiet ausgewiesen. Das Gebiet wurde unter Schutz gestellt
- zur Erhaltung von Lebensgemeinschaften oder Lebensstätten bestimmter wildlebender Pflanzen und wildlebender Tierarten
- aus wissenschaftlichen, naturgeschichtlichen, landeskundlichen oder erdgeschichtlichen Gründen.